# Village Mothership
Village Mothership ist ein Jazzalbum von Whit Dickey, Matthew Shipp und William Parker. Die um 2020/21 in den Park West Studios, Brooklyn, New York entstandenen Aufnahmen erschienen am 15. Oktober 2021 auf Whit Dickeys Label Tao Forms.

## Hintergrund
Bereits in den 1990er Jahren galt die Band des Saxophonisten David S. Ware als eine der meistgelobten kleinen Jazz-Combos dieser Zeit, notierte S. Victor Aaron. In diesem Quartett spielte Ware mit dem Bassisten William Parker, dem Pianisten Matthew Shipp und dem Schlagzeuger Whit Dickey. Ungefähr zur gleichen Zeit bildete Shipp mit Parker und Dickey sein Trio, und fortan spielten die drei Musiker in dieser und verschiedenen anderen Inkarnationen seither immer wieder zusammen, waren aber nicht im Studio seit dem von Shipp geführten Album Circular Temple von 1995. In diesem Sinne kann Village Mothership auch als eine Wiedervereinigung gesehen werden, die diesmal jedoch als kollektives Album präsentiert wurde.

## Titelliste
- Whit Dickey, William Parker + Matthew Shipp: Village Mothership
  1. A Thing & Nothing 10:08
  2. Whirling in the Void 9:41
  3. Nothingness 11:08
  4. Village Mothership 11:10
  5. Down Void Way 5:34
  6. Nothing & a Thing 8:22
- Die Kompositionen stammen von Whit Dickey, William Parker und Matthew Shipp.

## Rezeption
S. Victor Aaron lobte in Something Else!, dies seien nicht nur Dickey, Parker und Shipp, die ihr eigenes Ding machen, sondern drei stark unterschiedliche musikalische Persönlichkeiten, die in der Lage sind, sich miteinander zu verzahnen und dabei unbewusst ihre Identität zu wahren. Dickey, Parker und Shipp, die einen Dreiklang von musikalischen Kräften seit den späten Achtzigern gebildet hatten, würden hier alte Geister aus dieser aufregenden Zeit der New Yorker Jazzszene in der Innenstadt wieder aufleben lassen. Es klinge so frisch wie nie zuvor.
Nach Ansicht von Marc Carroto, der das Album in All About Jazz rezensierte, sei Village Mothership eine lebendige und nachklingende Aufnahme, die sowohl Jazz als auch nicht Jazz sei. Hier würden drei frei spielende, gleichberechtigte Musiker agieren, die improvisieren und Musik aus dem Nichts schaffen; jedoch nicht ganz aus dem Nichts, sondern Musik aus jahrzehntelanger Interaktion und Austausch. Wo die Hörer vor dreißig Jahren Schwierigkeiten hatten, Shipps Einflüsse zu identifizieren und oft Cecil Taylor, Lennie Tristano, Andrew Hill und Claude Debussy zitiert hätten, würde man heute das musikalische Lexikon von Matthew Shipps Musik anerkennen. Durch die Kombination des Pianisten mit zwei anderen Freigeistern entstehe Musik, wenn auch außerhalb der traditionellen Rollen für ihre jeweiligen Instrumente.
Phil Freeman zählte das Album in Stereogum zu den besten Neuveröffentlichungen des Monats und schrieb, dieses Album besteht aus sechs frei improvisierten Stücken, was verdeutliche, wie tief ihre musikalischen Verbindungen auch nach so langer Trennung seien. „Whirling in The Void“ (deutsch: Wirbel in der Leere) mache seinem Titel alle Ehre, denn Dickeys extrem freies Schlagzeugspiel und Parkers üppiger, nachdrücklicher Bass würden es Matthew Shipp ermöglichen, in den kreisförmigen musikalischen Mustern mit gelegentlichen kunstvollen Schnörkeln abzuheben, die sein musikalisches Markenzeichen sind.
Nach Ansicht von John Sharpe, der das Album ebenfalls in All About Jazz rezensierte, leiste diese Session ein überzeugendes Argument dafür, dass es die langjährigen Beziehungen sind, die wirklich das Beste aus jemandem herausholen können. Vor allem gebe es eine Transparenz in Dickeys Spiel, bei der er seinen multidirektionalen Stil auf das Nötigste reduziert zu haben scheint, was bedeute, dass er viel Raum lässt, in dem sich seine Kollegen entfalten können. Und genau das tun sie. Als Ergebnis verfolge man standardmäßig parallele Kurse in einer hyperresponsiven Ästhetik, einer ständig aktualisierten Triangulierung, die Tiefe, Komplexität, Spannung und vor allem durchweg fesselnde Musik erzeuge.